# 宣府卫
宣府卫，明洪武二十六年（1393年）为防御蒙古，设立宣府左、右、前三卫。治今河北省宣化县。为近被防卫要地。正统时，瓦剌也先进攻宣府，京师为之震动；明末李自成领导的农民起义军从太原绕道由此直取京师。

## 相关
- 宣府左卫
- 宣府右卫
- 宣府前卫